# Jérôme Thomas
Jérôme Thomas (Saint-Quentin, 1979. január 20. –) francia amatőr ökölvívó.

## Eredményei
- 2000-ben bronzérmes az olimpián légsúlyban. Az elődöntőben a kazah Bolat Zsumadilovtól szenvedett vereséget.
- 2001-ben világbajnok légsúlyban. A döntőben az ukrán Vlagyimir Szidorenkót győzte le.
- 2002-ben bronzérmes az Európa-bajnokságon légsúlyban.
- 2003-ban  ezüstérmes a világbajnokságon légsúlyban.
- 2004-ben az Európa-bajnokságon nem tudott érmet szerezni, mert a negyeddöntőben vereséget szenvedett a későbbi győztes orosz Georgij Balaksintól.
- 2004-ben ezüstérmes az olimpián légsúlyban.   A döntőben a kubai Yuriorkis Gamboától kapott ki.
- 2006-ban bronzérmes az Európa-bajnokságon légsúlyban.
- 2007-ben a világbajnokságon már az előselejtező mérkőzésen kikapott a Georgij Balaksintól.

1. 1 2  Olympedia (angol nyelven), 2006